# Дисцина щитовидная
Дисци́на щитови́дная, дисцина щитоподобная или блюдцеви́к ро́зово-кра́сный (лат. Discina ancilis, также Discina perlata) — вид грибов-аскомицетов, входящий в род Дисцина (Discina) семейства Дисциновые (Discinaceae).

## Описание
Дискомицет. Плодовое тело сначала чашевидное, округлой или почковидной формы, с завёрнутым вовнутрь краем, затем становится уплощённым, дисковидным, до 4—8(15) см в диаметре. Верхняя спороносная поверхность (гименофор) морщинистая, неровная, у молодых грибов от охристо-коричневой до красно-коричневой или тёмно-коричневой, затем чёрно-коричневая. Внешняя стерильная поверхность почти гладкая, у молодых грибов с опушением, с тупыми рёбрами от ножки почти до самого края, окрашена в беловатые или желтоватые тона, изредка с красноватым оттенком. Ложная ножка ребристая, погружённая в субстрат, до 4,5 см длиной и до 3 см толщиной, иногда редуцирована.
Мякоть тонкая, ломкая, беловатая или серовато-коричневатая.
Споры желтоватые в массе, веретеновидной формы, с тремя масляными капельками-гуттулами, из которых центральная наиболее крупная, 25—30(45)×12—14(16) мкм, в зрелости с коническими придатками с обоих краёв. Аски 300—375×17—25 мкм, восьмиспоровые, неамилоидные.
Съедобна, употребляется в пищу в жареном или варёном виде, нередко в смеси с другими весенними грибами.

### Сходные виды
Дисцина щитовидная входит в группу видов рода с сходными морфологическими характеристиками. В Европе к ней относятся следующие виды:
- Discina accumbens Rahm, 1970 — Дисцина прилегающая — произрастает на земле в горных хвойных смешанных лесах, микроскопически отличается притупленными придатками на концах спор. Размеры спор — 35—40×12—14 мкм.
- Discina geogenia (Rahm ex Harmaja) Donadini, 1985 — Дисцина земляная — произрастает часто близ тающего снега, отличается оливковым оттенком.
- Discina martinii (Donadini & Astier) Donadini & Astier, 1985 — произрастает на буковой древесине. Споры 31—38×12—15,5 мкм.
- Discina megalospora (Donadini & Riousset) Donadini & Riousset, 1985 — средиземноморский вид, произрастающий на древесине Pinus halepensis, отличается спорами с хорошо выраженной сеточкой и более крупными придатками. Длина спор нередко превышает 40 мкм.
- Discina microspora Donadini, 1985 — отличается жёлто-коричневыми плодовыми телами и мелкими спорами 17—20×9—10 мкм.
- Discina leucoxantha Bres., 1882 — Дисцина охристая — редкий южный вид, произрастает на земле в лесах Picea abies, макроскопически отличается (не всегда) жёлто-охристой окраской спороносной поверхности, микроскопически — широкими вдавленными придатками на концах спор, немного более крупными размерами спор — 28—32×14—16 мкм и становящимися ярко-оранжевыми в реактиве Мельцера асками. Известна из горных районов Европы.
- Discina parma J.Breitenb. & Maas Geest., 1973 — Дисцина-щит — произрастает на земле в аллювиальных широколиственных лесах, микроскопически отличается наличием на концах спор не цельных придатков, а многочисленных мелких шипиков, а также заметного сетчатого узора. Размеры спор — 26—28,5×13—14,5 мкм.
- Discina melaleuca Bres., 1898 — отличается тёмной, почти чёрной спороносной поверхностью и контрастирующей с ней белой внешней, микроскопически — более мелкими спорами 16—20×8—10,5 мкм.
- Discina spinosospora Lucchini & Pelland., 1989 — произрастает в еловых лесах среди хвои, отличается бледно-розовой внешней поверхностью плодовых тел, а также отчётливо шиповатыми спорами.

Также дисцину щитовидную можно спутать с  (Pers.) Boud., 1893, однако этот вид произрастает на почве, часто вырастает до более крупных размеров, мякоть обладает хлорным запахом.

## Экология и ареал
Широко распространена в Евразии и Северной Америке. Произрастает одиночно или небольшими группами, на гниющих пнях и ветвях хвойных деревьев, нередко зарытых в землю. Сапротроф. Очень требовательно ко влаге, появляется только после снежных зим, весной и в начале лета.

## Синонимы
В 1822 году Э. М. Фрис во втором томе Systema mycologicum описал в составе рода Peziza множество видов, в том числе описанный несколькими месяцами ранее Peziza ancilis Pers. и новый вид Peziza perlata Fr. Согласно статье 13 Международного кодекса номенклатуры водорослей, грибов и растений, датой публикации обоих этих названий считается 1 января 1821 года. Таким образом, приоритетом обладает название, первоначально принятое в качестве основного при объединении этих видов, в данном случае — основанное на Peziza ancilis.
Все виды рода Discina в настоящее время нередко включаются в состав рода Gyromitra. Микроскопические признаки видов строчков и дисцин перемежаются, традиционно дисцины определяются чашевидными плодовыми телами на погружённой в субстрат ножке.
- Acetabula ancilis (Pers.) Lambotte, 1880
- Aleuria ancilis (Pers.) Gillet, 1879
- Discina helvetica (Fuckel) Sacc., 1889
- Discina macrospora Bubák, 1904
- Gyromitra mcknightii Harmaja, 1986
- Discina perlata (Fr.) Fr., 1849
- Discina warnei (Peck) Sacc., 1889
- Gyromitra ancilis (Pers.) Kreisel, 1984
- Gyromitra fluctuans (Nyl.) Harmaja, 1986
- Gyromitra macrospora (Bubák) Harmaja, 1973
- Gyromitra perlata (Fr.) Harmaja, 1969
- Gyromitra warnei (Peck) Harmaja, 1973
- Helvella ancilis (Pers.) Quél., 1886
- Peziza ancilis Pers., 1822 : Fr., 1821basionym
- Peziza fluctuans Nyl., 1868
- Peziza perlata Fr., 1822 : Fr., 1821
- Peziza venosa O.Weberb., 1875, nom. illeg.
- Peziza warnei Peck, 1878
- Rhizina helvetica Fuckel, 1874